# Eger Heroes 2022
Questa voce raccoglie le informazioni riguardanti gli Eger Heroes nelle competizioni ufficiali della stagione 2022.

## Divízió II 2022

### Stagione regolare
| 1º maggio 2022 7ª giornata | Eger Heroes | 7 – 30 | Levelek Spartans |  |

| 22 maggio 2022 10ª giornata | Jászberény Wolverines | 0 – 40 | Eger Heroes |  |

| 4 giugno 2022 12ª giornata | Miskolc Renegades | 0 – 34 | Eger Heroes |  |

| 19 giugno 2022 14ª giornata | Eger Heroes | 26 – 36 | Budapest Wolves 2 |  |

## Statistiche di squadra
| Competizione      | %Vittorie | In casa | In casa | In casa | In casa | In casa | In casa | In trasferta | In trasferta | In trasferta | In trasferta | In trasferta | In trasferta | Totale | Totale | Totale | Totale | Totale | Totale |
| Competizione      | %Vittorie | G       | V       | N       | P       | Pf      | Ps      | G            | V            | N            | P            | Pf           | Ps           | G      | V      | N      | P      | Pf     | Ps     |
| ----------------- | --------- | ------- | ------- | ------- | ------- | ------- | ------- | ------------ | ------------ | ------------ | ------------ | ------------ | ------------ | ------ | ------ | ------ | ------ | ------ | ------ |
| Stagione regolare | .500      | 2       | 0       | 0       | 2       | 33      | 66      | 2            | 2            | 0            | 0            | 74           | 0            | 4      | 2      | 0      | 2      | 107    | 66     |
| Totale            | .500      | 2       | 0       | 0       | 2       | 33      | 66      | 2            | 2            | 0            | 0            | 74           | 0            | 4      | 2      | 0      | 2      | 107    | 66     |